# Paul von Waldthausen
Paul von Waldthausen (* 25. Januar 1897 in Essen; † 26. Juni 1965 in Gersfeld) war ein deutscher Unternehmer, Maler, Fotograf und Innenarchitekt.

## Leben
Er war ein Sohn von Oskar von Waldthausen (1854–1906) und dessen Ehefrau Bertha von Waldthausen geb. Schmidt (1872–1901) aus der wohlhabenden Essener Unternehmerfamilie Waldthausen. Er wuchs mit seinen drei Geschwistern in Gersfeld – auf dem Anwesen seines Onkels Bruno von Waldthausen – und in Essen auf und besuchte das Wilhelmsgymnasium Kassel. Nach dem Abitur leistete er 1916–1918 Kriegsdienst im Kürassier-Regiment Nr. 7 „von Seydlitz“ und verließ die Armee als Leutnant der Reserve. 1919–1921 studierte er Architektur an der Technischen Hochschule Karlsruhe und der Technischen Hochschule Darmstadt. 1921 brach er dieses Studium ab und ging nach München, um sich der Malerei zu widmen. Seine Lehrer waren dort Heinrich Brüne und Ernst Haymann (* 1873). Seit 1924 unternahm er von München Studienreisen nach Paris, Rom, Florenz, Ibiza, Agadir und Südfrankreich. 1935 kehrte er nach Gersfeld zurück, wo er 1926 zusammen mit seinem Bruder Oskar die Liegenschaften seines Onkels geerbt hatte. Das Besitztum umfasst drei Schlösser, einen Park, umfangreiche Ländereien und Fabriken. Bruno von Waldthausen hatte den Park erweitert und 1908 die sogenannte Parkvilla als Wohnhaus für die vier verwaisten Kinder seines Bruders erbaut, die Paul von Waldthausen nun bezog.

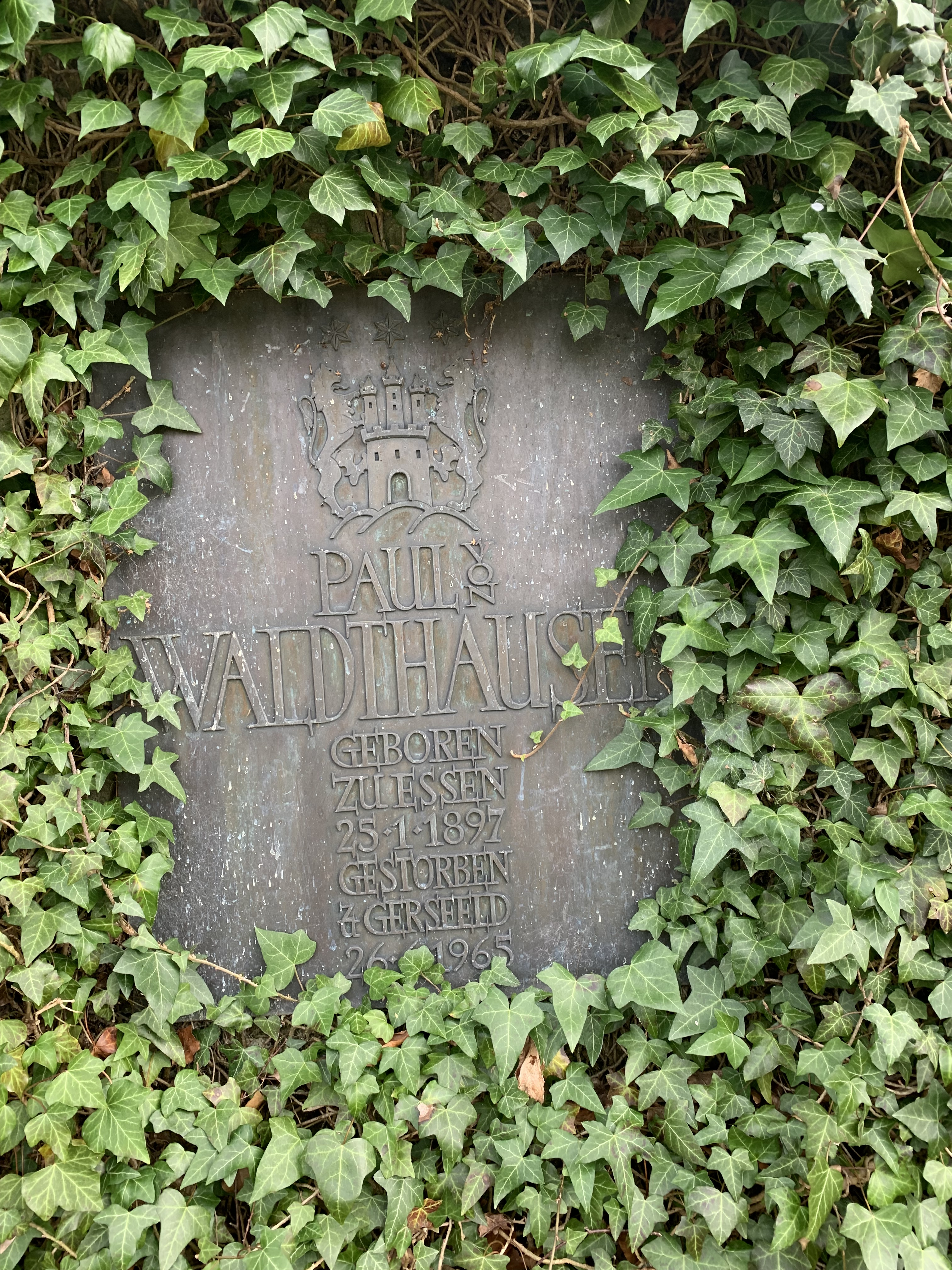
Grab von Paul von Waldthausen in der Familiengrabstätte in Gersfeld

1937 mietete er eine Atelierwohnung in Berlin-Wilmersdorf, Holsteinische Straße 21. In Berlin übernahm er ein Einrichtungshaus und wirkte hauptsächlich als Innenarchitekt. Er stattete das deutsche Generalkonsulat in Algier und für Arno Breker das Rittergut Jäckelsbruch aus. Nebenbei wirkte er als Porträtfotograf und malte Stillleben. 1940 trat er in den Kriegsdienst und arbeitete in Paris als Dolmetscher und Innenarchitekt, indem er die deutsche Botschaft im Palais Beauharnais umbaute.
Nach Kriegsende geriet er in französische Kriegsgefangenschaft. Nach der Freilassung 1946 kehrte er nicht nach Berlin zurück, wo die Atelierwohnung durch eine Brandbombe in Mitleidenschaft gezogen worden war, sondern nahm endgültig in der Parkvilla in Gersfeld seinen Wohnsitz. Hier widmete er sich als Maler und Fotograf der Rhönlandschaft, unterbrochen von zahlreichen Studienreisen, vor allem nach Frankreich.
Von Waldthausen war unverheiratet und hatte keine Kinder. Seine Villa wurde 1981 in ein Sanatorium umgewandelt.

## Werk
In München kam er in den Kreis der Münchner Secession, die den deutschen Impressionismus vertrat. Seine Wendung nach Frankreich, wo er unter den Einfluss der Kunst von Paul Cézanne und Henri Matisse geriet, zeigt sein Interesse an den modernsten Strömungen. Es sind auch Einflüsse des Kubismus in seinem Werk auszumachen, er hielt jedoch zeitlebens an der Gegenständlichkeit fest. Waldthausen beschickte Ausstellungen in Paris 1932, Kassel 1935 und 1938, 1946, Berlin 1937, Essen 1947, Aachen und München 1949 und Fulda 1953, malte aber nicht gezielt zum Broterwerb. Seine Bilder kamen kaum in den Handel und verblieben in der Familie und bei den Erben.